# Huáscar Tejeda
Huáscar Antonio Tejeda Pimentel (Baní, 18 de marzo de 1926-San Cristóbal, 18 de noviembre de 1961) fue un ingeniero civil, y profesor dominicano, formó parte del complot que dio muerte al tirano Rafael Leónidas Trujillo Molina la noche del 30 de mayo de 1961.

## Biografía
Huáscar tejeda nació en Santana un pueblo ubicado entre las provincias de Peravia y San Cristóbal, hijo de Antonio Tejeda Veloz y doña Leopoldina Pimentel.
Estudió ingeniería civil en la Universidad de Connecticut, fungió como maestro de laboratorio de física en la Universidad Autónoma de Santo Domingo en ese momento llamada universidad de Santo Domingo. Tejeda se asoció con el también ingeniero Roberto Pastoriza y se dedicó a atender las propiedades familiares luego del retiro de su padre de las actividades laborales.
Se casó con María Leonor González, con quien tuvo tres hijos, Rocío del Carmen, Huáscar y Manuel Tomás.

## Ajusticiamiento de Trujillo
Huáscar Tejeda fue una pieza clave en el complot que dio muerte al tirano Rafael Leónidas Trujillo Molina, la noche del 30 de mayo Tejeda conducía uno de los vehículos utilizados para bloquear el paso al carro en que viajaba Trujillo y así impedir su paso en caso de que evadiera el enfrentamiento.

## Muerte
Fue capturado en 1 de junio de 1961 en la iglesia Santo cura de Ars en la ciudad capital. Luego de su apresamiento fue víctima de torturas a las que sobrevivió durante cinco meses.
El 18 de noviembre de 1961 fue llevado a la hacienda María propiedad de la familia Trujillo junto a Roberto Pastoriza, Modesto Díaz, Salvador Estrella Sadhalá, y Luis Manuel Cáceres en donde fue asesinado por el hijo del dictador Ramfis Trujillo, los cuerpos de los mismos fueron desaparecidos.